# Modellazione dei dati

Nell'ingegneria del software, la modellazione dei dati (in inglese data modeling) è il processo di creazione di un modello dei dati per un sistema informativo applicando tecniche formali di modellazione dei dati.
La modellazione dei dati è un processo usato per definire e analizzare i requisiti dei dati di cui si ha bisogno per supportare i processi aziendali nell'ambito dei corrispondenti sistemi informativi nelle organizzazioni. Quindi, il processo coinvolge professioni dei sistemi informativi esperti di modellazione dei dati che lavorano a stretto contatto con il lato business dell'impresa, come con i potenziali utenti del sistema informativo.
metodologie di modellazione Modelli di dati rappresentano aree di informazione di interesse. Mentre ci sono molti modi per creare modelli di dati, secondo Len Silverston (1997) solo due metodologie di modellazione spiccano, top-down e bottom-up: Modelli bottom-up o modelli di integrazione View sono spesso il risultato di una reingegnerizzazione sforzo. Di solito iniziano con esistenti forme strutture di dati, campi schermate delle applicazioni, o report. Questi modelli sono solitamente fisico,-specifica applicazione, e incompleta da una prospettiva aziendale . Essi non possono promuovere la condivisione dei dati, soprattutto se sono costruite senza riferimento ad altre parti dell'organizzazione. Top-down modelli di dati logici , d'altra parte, sono creati in modo astratto da ottenere informazioni da persone che conoscono l'argomento. Un sistema non può attuare tutte le entità di un modello logico, ma il modello serve come un punto di riferimento o un modello. A volte i modelli sono creati in una miscela dei due metodi: tenendo conto delle esigenze di dati e la struttura di un'applicazione e facendo riferimento in modo coerente un modello soggetto-zona. Purtroppo, in molti ambienti la distinzione tra un modello logico dei dati e un modello fisico dei dati è sfocata. Inoltre, alcuni CASE strumenti non fanno una distinzione tra logiche e modelli di dati fisici.